# 常陸丸事件
常陸丸事件（ひたちまるじけん）とは、日露戦争中の1904年（明治37年）6月15日に玄界灘を西航中の陸軍徴傭運送船3隻が、ロシア帝国海軍ウラジオストク巡洋艦隊（ウラジオ艦隊）所属の3隻の装甲巡洋艦、「ロシア」、「リューリク」および「グロモボーイ」によって相次いで攻撃され、降伏拒否などにより撃沈破された事件である。特に、陸軍徴傭運送船「常陸丸」（日本郵船、6,172トン）の喪失は日本の国内世論を憤激させ、連合艦隊、特に日本海の海上警備を担当していた上村彦之丞中将の第二艦隊に対して非難の声が向けられることとなり、第二艦隊は事件から2か月後の8月14日に起こった蔚山沖海戦でウラジオ艦隊を事実上壊滅させるまでの間、強い批判にさらされた。
本項では、事件当日の6月15日とそれにかかわる事項に極力絞って記述する。ウラジオストク巡洋艦隊のその他の行動については当該項目を参照されたい。

## 背景
ロシア帝国海軍の基本戦略の方針は、19世紀半ばに海軍統監に就任して近代化に辣腕をふるったロシア大公コンスタンチン・ニコラエヴィチによって、フランス海軍に範をとった沿岸防御を主とする艦隊の整備と通商破壊向けの艦艇の整備が進められた。事件の一方の主役、日本側から見れば敵役の「リューリク」、「ロシア」および「グロモボーイ」といった装甲巡洋艦は、帆走用の装備を備えて（「リューリク」のみで後に撤去）主砲も砲塔ではなく副砲と同様の砲郭式で、艦隊戦ではなく通商破壊を念頭に置いた艦艇でもあった。ところが、ロシア帝国海軍においてもアメリカ海軍の軍人アルフレッド・セイヤー・マハンの『海上権力史論』に感化された世代が徐々に増えつつあり、コンスタンチン以来の思想とマハン流の思想は決して相容れなかった。コンスタンチン派にとって掩護射撃となったのはステパン・マカロフ少将が著した『海軍戦術論』で、敵を正面突破ではなく急所を突き続けることによって敵を弱体化させる、というマカロフの主張は、コンスタンチン派が信奉する伝統戦法に十分合致しうるものであった。
日清戦争後の三国干渉を経て遼東半島南端の旅順と大連を租借したロシアは艦隊を配備し、次いで太平洋戦隊長オスカル・スタルク少将の命でウラジオストクに巡洋艦4隻を配して使命を「敵交通路の遮断」、「敵国沿岸への脅威」、「敵戦力の分散」と位置付けた。1903年6月7日、ウラジオ艦隊は旅順にて公式に編成された。1904年2月8日に旅順口攻撃によって日露戦争が始まるとウラジオ艦隊はただちに蠢動を開始し、旅順口攻撃翌日の2月9日から4月26日までの間に、津軽海峡西口方面と元山方面で3度の通商破壊行動に撃って出て輸送船「金州丸」（日本郵船、3,967トン）など各種船舶を撃沈破あるいは拿捕した。対する日本海軍は当初、第三艦隊（片岡七郎中将）を対馬海峡警備にあたらせていたが、ウラジオ艦隊の猛威に驚いて第二艦隊を追加配備した。しかし、第二艦隊の追加配備後、ウラジオ艦隊の行動は抑制された。

## 戦闘経過
6月12日、ウラジオ艦隊のうち「リューリク」、「ロシア」および「グロモボーイ」はピョートル・ベゾブラーゾフ中将に率いられてウラジオストクを出撃。ウラジオ艦隊司令官カールル・イェッセン少将は損傷修理中の「ボガトィーリ」に将旗を掲げた。ところで、艦隊出撃は6月12日であるが、過去のウラジオ艦隊の行動は日本側にはトラウマとなっており、巡洋艦隊出撃前の6月9日には松前弁天島近海で「軍艦らしきものを見た」との報告が上がっていた。
問題の6月15日8時ごろ、防護巡洋艦「対馬」から沖ノ島近海でウラジオ艦隊を発見したとの報を受けた第二艦隊は、水雷艇隊を急行させると同時に往来の船舶に竹敷などへの退避を指令した。ウラジオ艦隊は日本側の動きに構わず対馬海峡に達し、まず輸送船「和泉丸」（日本郵船、3,225トン、肥後猪之丞船長）を発見する。「和泉丸」は6月13日に遼東半島の塩大澳を出港して日本に向かっていたものである。ウラジオ艦隊は「和泉丸」を停船させて乗船者に対し退去を勧告し、退去を確認後砲撃を加えて撃沈した。「和泉丸」に関して日本側の情報は少なく、4名が死亡して退去した乗船者のほとんどはウラジオ艦隊に収容されたものとみていた。戦争終結後の調査により、陸軍兵2名、海軍兵1名の便乗者3名を含む112名のうち、戦死者7名、倉野伊兵衛海軍上等兵曹を含む83名が捕虜として収容され、残る22名が生還したことが分かった。
「常陸丸」は「佐渡丸」（日本郵船、6,219トン、ジョージ・アンダーソン船長）とともに6月14日に宇品を出港し、「常陸丸」は大孤山、「佐渡丸」は塩大澳が目的地であった。両船の搭載部隊、船員その他便乗者は以下のとおりであった。
「常陸丸」（輸送指揮官：連隊長須知源次郎中佐、運送船監督官：山村彌四郎予備役海軍中佐）
- 後備近衛歩兵第一連隊本部および第二大隊第八中隊：727名（うち将校20名）
- 第一大隊の三中隊：不明
- 第十師団糧食一縦列：359名（うち将校4名）
- 海軍関係者：4名（うち将校1名）
- 各種乗組員：148名
- 総計：1,238名

「佐渡丸」（輸送指揮官：田村義一陸軍工兵大佐、運送船監督官：小椋元吉後備役海軍少佐）
- 野戦鉄道提理部：867名（うち将校18名）
- 第二臨時築城団：34名（うち将校9名）
- 攻城砲兵司令部：14名（うち将校3名）
- 戊碇泊場司令部：169名（うち将校4名）
- 海軍関係者：4名（うち将校1名）
- 便乗者：3名
- 各種乗組員：167名
- 総計：1,258名

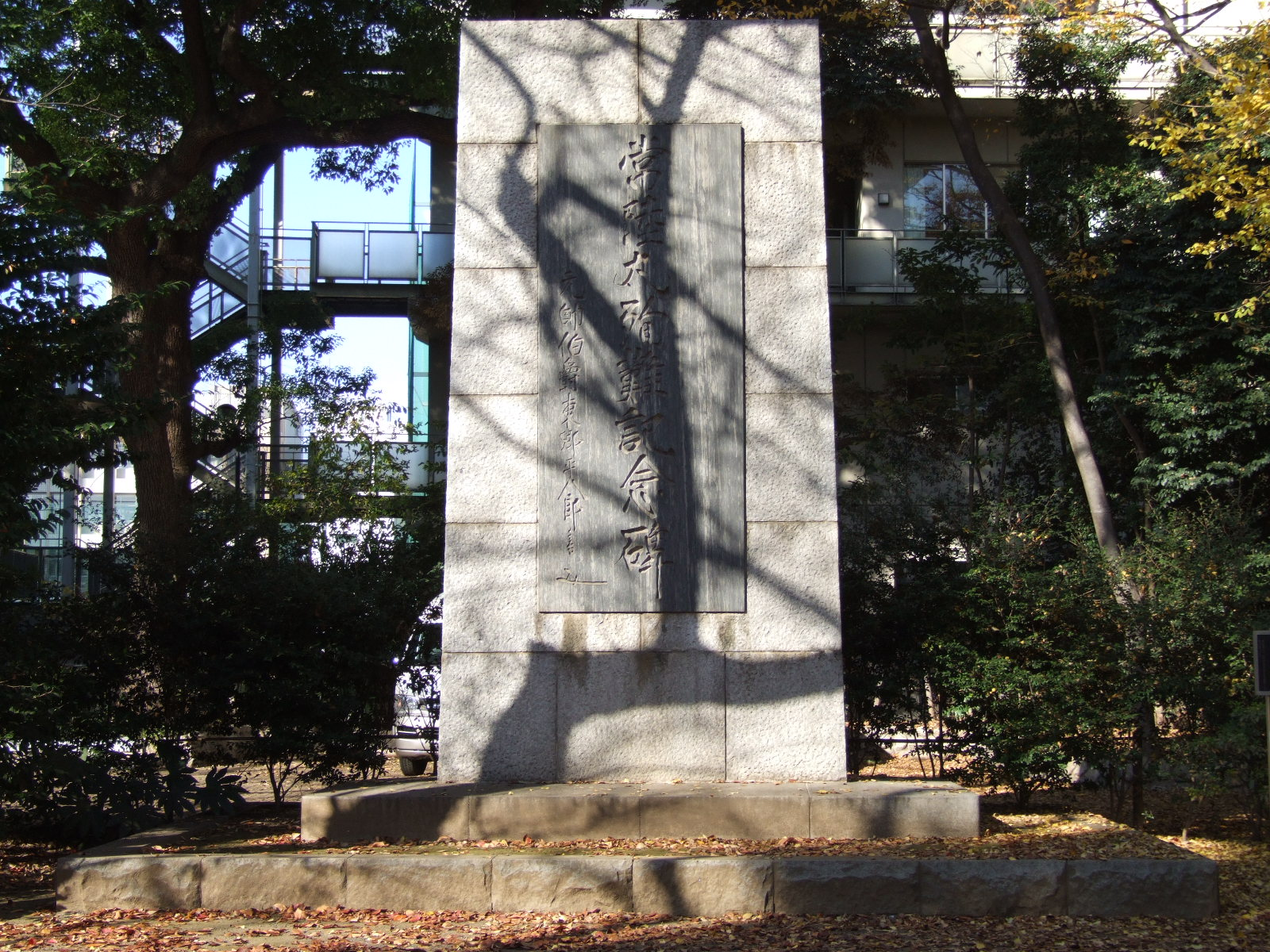
常陸丸殉難記念碑（靖国神社境内）

「常陸丸」がウラジオ艦隊に遭遇したのは午前10時から11時の間とみられ、艦隊ははじめ空砲を発射し、間もなく実弾発射に切り替えられ、「常陸丸」は全速力で後方への遁走を図るも一発が「常陸丸」の機関部に命中したのをはじめに、近接射撃によりおよそ100発もの射撃を受けて戦死者が続出して機関は破裂し、やがて第三甲板から出火した。「常陸丸」船内は血の海そのものといった様相となり、わずかに残った第一連隊将兵は直ちに小銃で反撃するが、圧倒的な攻撃力の差は如何ともし難く、イギリス人船長ジョン・キャンベル（John Campbell）、機関長ジェームズ・ヒュー・グラス（James Hugh Grass）、運転士サミュエル・ジョゼ・ビショップ（Samuel Jose Bishop）も相次いで敵弾に倒れた。須知は運命を悟り、軍旗奉焼と旗竿の破壊を命じ、軍旗を奉じていた藤崎乕一陸軍二等卒らに対して生き残って事の仔細を報告するよう命じたが、直後に砲弾が命中して負傷したのち切腹。軍旗は大久保正少尉が旗竿を折って点火焼却した。連隊旗や重要書類の焼却を見届けると、残る将校も切腹、拳銃自殺および海中への投身自殺で須知と沈む「常陸丸」に殉じた。「常陸丸」は3度目の一斉射撃を受け、15時ごろに沈没した。「常陸丸」の戦死者は陸軍958名、海軍3名、乗組員130名の総計1,091名に達した。残る生存者のうち須知の遺命により脱出した藤崎を含む37名は御用船「土佐丸」（日本郵船、5,402トン）に救助され六連島に上陸。生存者の内訳は、後備近衛歩兵第一連隊本部の96名、第十師団糧食一縦列32名、海軍関係者1名、各種乗組員18名の計147名であった。
「佐渡丸」は午前6時20分に関門海峡を通過し、「常陸丸」に近接して航行していた。「常陸丸」と相前後して艦隊に遭遇し、反転して遁走を開始したが砲撃を受け、艦隊から軍使が派遣されて非戦闘員の「佐渡丸」からの退去を促した。1時間40分の猶予ののち、艦隊は「佐渡丸」に対して砲撃を開始し、続いて「ロシア」と推定された巡洋艦が「佐渡丸」の左右両舷に魚雷を命中させて退去した。魚雷は機関部に命中して浸水が激しく、乗船部隊は天皇陛下万歳を三唱したのち最後の「儀式」の準備を整えていたが、艦隊が急速に去って行ったのを見て生き残るための方策に切り替えた。そして、30時間もの漂流ののち沖ノ島にたどり着き、危機を脱した。「佐渡丸」の戦死者は陸軍219名、乗組員17名の総計236名、捕虜は陸軍（宮沢泰次郎陸軍三等軍医）と海軍（小椋）の将校各1名、文官14名、乗組員その他13名の計29名、生存者は野戦鉄道提理部694名（うち将校12名）、第二臨時築城団22名（うち将校5名）、攻城砲兵司令部13名（うち将校3名）、戊碇泊場司令部135名（うち将校4名）、海軍関係者3名、便乗者2名、各種乗組員124名の計993名であった。

## 事件の影響

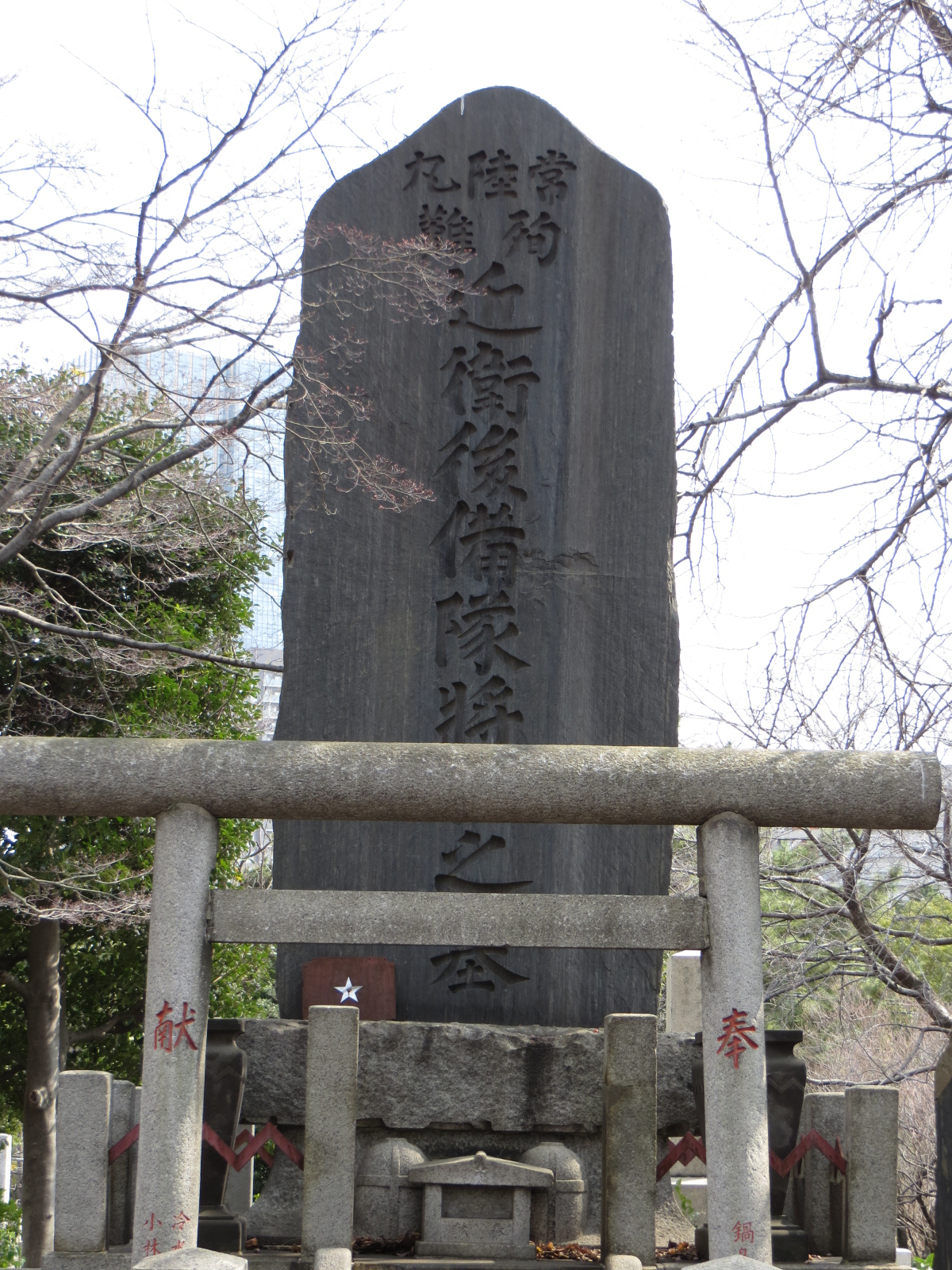
常陸丸殉難近衛後備隊将士之墓（青山霊園内）

「常陸丸」の遭難は多大な衝撃を与えた。悲壮な乗員の行動は大日本帝国軍人の立派な最期として万世に伝えるべき事蹟であるとされ、千鳥ヶ淵公園に「常陸丸殉難慰霊碑」が建てられ、引き上げられた遺骨の合同墓が「常陸丸殉難近衛後備隊将士之墓」として青山霊園に建てられた。このうち「常陸丸殉難慰霊碑」は芝公園にあった「佐渡丸遭難記念碑」とともに第二次世界大戦終結後に「国民の敵愾心を刺戟し且つ国際友好を害する虞れがある」という東京都の「忠霊塔、忠魂碑等の撤去審査委員会」の勧告で一度撤去されたが、1965年（昭和40年）に靖国神社境内に移設の上再建された。また、事件により死亡した3名のイギリス人は外国人のために靖国神社には合祀されていないが、毎年6月15日に斎行される慰霊碑前での常陸丸殉難者慰霊祭では等しく慰霊されている。遺族には閣議決定により特に弔慰金が支給された。その他、軍歌や琵琶歌の題材にもなった。
しかし第二艦隊がウラジオ艦隊を取り逃がしたことが伝えられると、激昂した民衆が留守の上村の自宅を襲撃した。留守宅には石を投げつけられ、切腹勧告状の類や「腹を切れ」という意味合いで本物の短刀を投げ込む者も現れた。代議士が開く演説会でも「濃霧濃霧と言えども、逆さに読めば無能なり」云々と煽り立てた。第二艦隊は「ロシアの探偵」、すなわち「露探艦隊」と呼ばれることとなり、ついには「上野に鳥が出たからと言って、新橋から駆けつけても間に合うわけがない」といった意味の投書まで寄せられた。もっとも、半藤一利は「通信網や命令系統に問題があったのであって、第二艦隊が無能だったわけではない」と擁護している。また、第二艦隊の担当海域が広すぎたことと濃霧も要因だったが、いずれにせよ民衆がこういった事情を知ることはなかった。
常陸丸事件以降、日本が通商破壊の面で痛手を蒙るのは第一次世界大戦でのドイツ帝国Uボートおよび仮装巡洋艦による攻撃と太平洋戦争であるが、後者での痛手や悲惨さが常陸丸事件の比ではないことは、改めて説明するまでもない。しかし、海軍に落ち度があれば民衆がこれを責める構図は、太平洋戦争の初期にはわずかに残されていた。事実、太平洋戦争開戦前から連合艦隊の作戦参謀を務めていた三和義勇大佐によると、1942年4月18日のドーリットル空襲の直後に連合艦隊司令長官山本五十六大将のもとに対して、本土空襲を許した海軍の落ち度を責める投書が相次いだといい、山本自身も上村への攻撃のような事態が日本人の国民性から起こりうると予想して気にしていたという。
常陸丸の生存者は少なく、生き残った者もほぼ下士官だったため、当時の艦内の様子（特に自決したとされる将校らの様子）は推察もしくは戦意高揚のための創作に過ぎない、とする意見もある。
事件後、当時の新聞・雑誌などは事件をセンセーショナルに報道し、関係した軍人らの「壮烈な戦死」が宣伝された。旗を焼却した大久保少尉らの行動を歌った歌が作られ、流行した。大正7年（1918年）発行の国定教科書「興国課外読本 尋常四学年」にもこのエピソードが使用され、当時は知らない者などいないほど、世間に広く流布した。また、朝日新聞など当時の新聞・雑誌などを含むそれらの宣伝の中では「将校は船と運命を共にせよ、下士官以下は一人でも多く生還し実情を報告せよ」という須佐中佐の命令を忠実に遂行し、多くの将校らは死亡した、とされている。大久保少尉自身は生前、出向前の13日付の広島から投函した家族宛の手紙の中で「戦死の後は時節柄新聞紙に写真御掲載の義は堅く御断り申候」と騒ぎ立てないよう要望を出している。
常陸丸の詳細な沈没場所は119年もの間、不明であったが、2023年（令和5年）5月にテレビ番組の企画でBS-TBSが調査したところ、海底遺跡化した常陸丸を発見し、テレビ映像として収めるのに成功した。

## 事件を描いた作品
『日本海大海戦』（1969年 東宝 監督：丸山誠治 特技監督：円谷英二） - 敵艦への小銃での応戦、キャンベル船長の戦死、幹部の自決及び事件後の上村の苦悩を描いている。